# Bawāna
Bawāna är en ort i Indien.   Den ligger i distriktet North West Delhi och delstaten National Capital Territory of Delhi, i den norra delen av landet, 26 km nordväst om huvudstaden New Delhi. Bawāna ligger 223 meter över havet och antalet invånare är 24 906.
Terrängen runt Bawāna är mycket platt. Runt Bawāna är det mycket tätbefolkat, med 10 000 invånare per kvadratkilometer. Närmaste större samhälle är Nāngloi Jāt, 13,6 km söder om Bawāna. Trakten runt Bawāna består till största delen av jordbruksmark.